# Nuova architettura classica

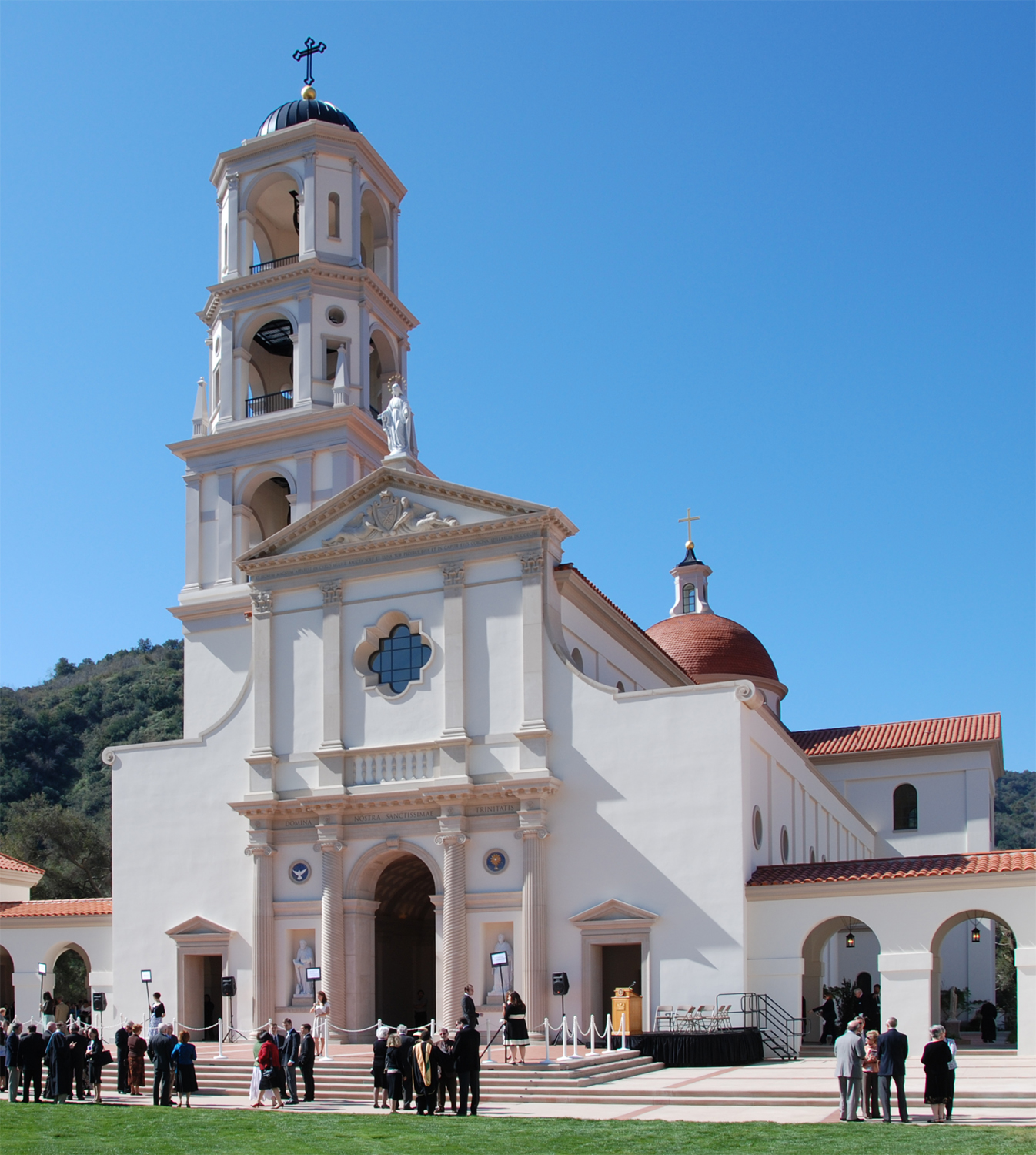
La Chiesa di Nostra Signora della Santissima Trinità (Our Lady of the Most Holy Trinity) nella contea di Ventura, in California (Stati Uniti), completata nel 2009 su progetto di Duncan Stroik.

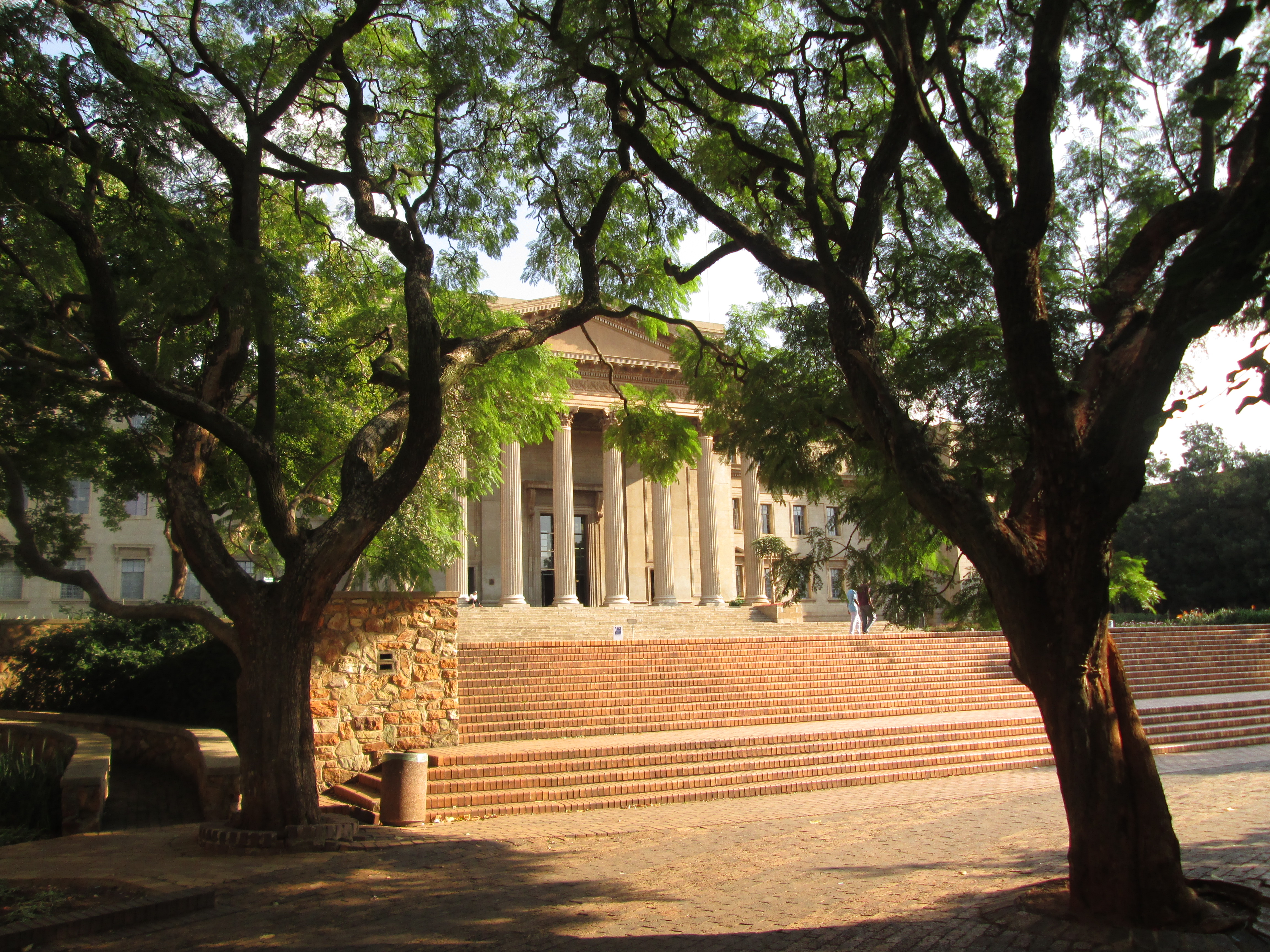
La facciata principale dell'Aula Magna (Great Hall) dell'Università del Witwatersrand, a Johannesburg (Sudafrica), contornata da jacarandi.

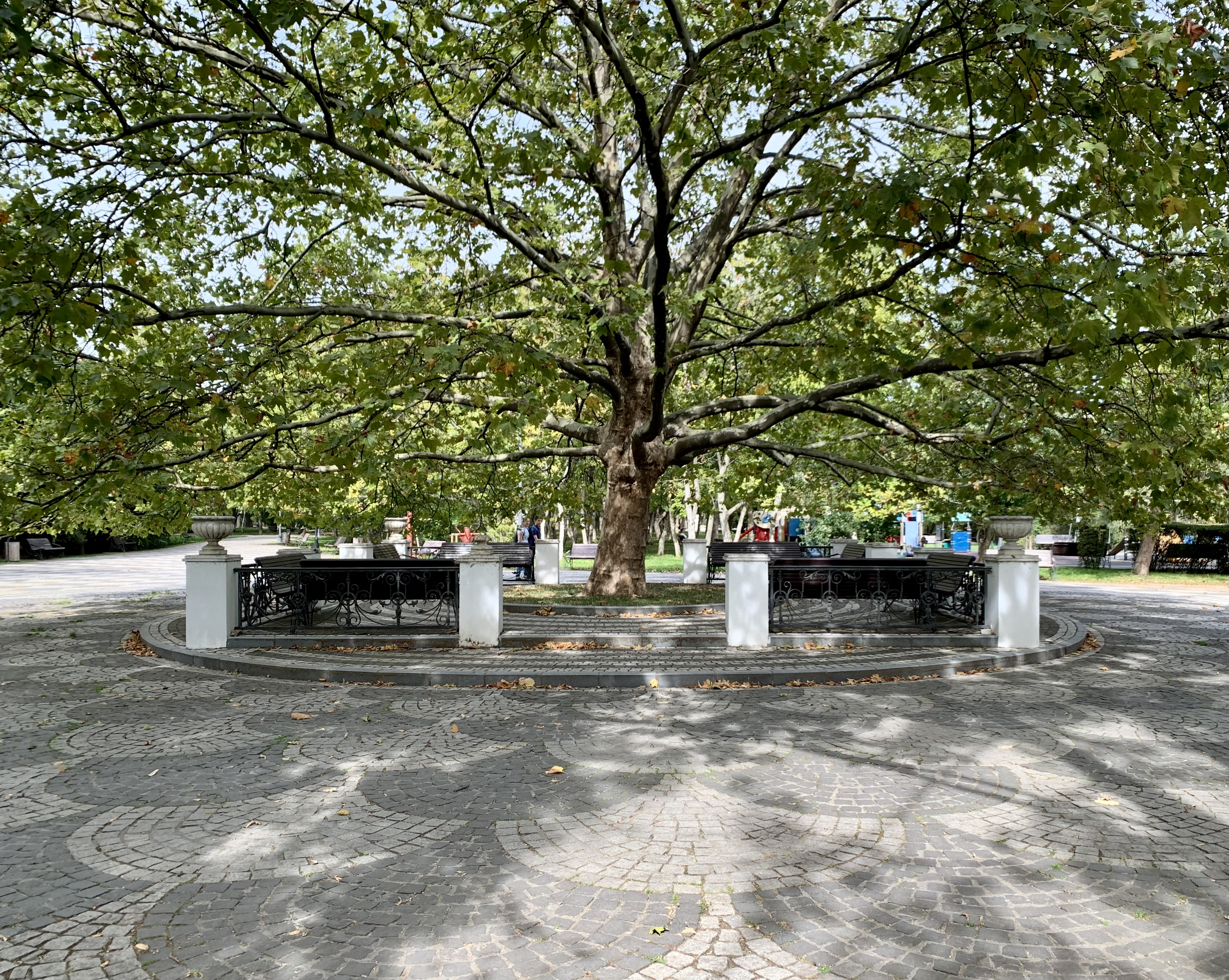
Elemento decorativo contemporaneo all'interno di un parco di Bucarest (Romania).

La nuova architettura classica, o nuovo classicismo, è un movimento architettonico moderno che continua la pratica dell'architettura classica, storicista e tradizionale, mai cessata nel corso del XX secolo, ma posta in secondo piano dagli stili modernisti diventati dominanti.
Dal momento che non è un omogeneo stile architettonico e può apparire in varie forme, edifici classici contemporanei possono essere descritti anche con i termini nuovo storicismo (o storicismo/revivalismo), tradizionalismo o semplicemente "architettura neoclassica" quale una vera e propria continuazione dello stile storico.
Viene percepito da alcuni anche quale parte del postmodernismo o del neourbanesimo.
Edifici contemporanei che continuano il linguaggio dei primi movimenti moderni, quali l'Art Nouveau, l'Art Deco, lo Streamline Moderne e l'Espressionismo, possono essere descritti come facenti parte del movimento della nuova architettura classica.

## Storia
All'inizio del XX secolo, lo Storicismo e l'Art Nouveau erano ancora gli stili dominanti in Germania. L'architetto austriaco Adolf Loos ha criticato l'architettura del suo tempo come troppo "magniloquente" e "opulenta", e teorizzava un completo abbandono dell'architettura ornamentale nel suo saggio del 1910: Ornamento e delitto. Nel frattempo gli aderenti del movimento inglese delle "Arts and Crafts" teorizzavano un importante scontro tra le visioni architettoniche "modernista" e "tradizionale".
Già tra i primi appartenenti ai più grandi movimenti modernisti, quali il "Deutscher Werkbund" e il "Bauhaus", si manifestava il desiderio di continuare e sviluppare stili classici.
Dal 1904 fino a circa il 1955 lo stile Heimatschutzarchitektur, che si concentra su "architettura nativa", prosperò in Germania. Esempi di questo nuovo stile classico precoce sono il Museo di Amburgo, la Prinzipalmarkt di Münster e la piazza del mercato di Freudenstadt.
Altro esempio e la conversione tra il 1922-31 a via-museo della Böttcherstrasse (via dei bottai) di Brema una via interamente realizzata nello stile gotico della regione baltica.

"Richmond Riverside", a Londra (Regno Unito), progetto complessivo di Quinlan Terry (1984–87).

Tra la fine degli anni sessanta e primi dei settanta l'architetto Raymond Erith continuò a progettare case classiche in Inghilterra, nonostante il dilagare del movimento modernista. Altro famoso architetto neoclassico è Quinlan Terry, dipendente, poi socio e, in seguito, successore di Raymond Erith.
Alla fine del 1970 vari architetti in Europa cominciarono a fare proposte che andavano in direzioni diverse da quelle proposte dal modernismo. Per comunicare fra di loro e diffonderne le idee, Léon Krier e Maurice Culot fondarono a Bruxelles l'"Archives d'Architecture Moderne", e diedero inizio alla pubblicazione di testi e controprogetti alle proposte moderniste in campo architettonico e nella pianificazione.
Il lavoro di Krier e quello di altri colleghi è stato introdotto in America attraverso i testi della "Architectural Design" e della "Academy Editions", editi da Andreas Papadakis.

## Premio Driehaus
Nel 2003 il filantropo Richard H. Driehaus ha istituito un premio annuale da assegnare all'architetto «Il cui lavoro incarna i principi dell'architettura e dell'urbanistica classica e tradizionale creando un impatto positivo e di lunga durata».

Premiato dalla Scuola di Architettura dell'Università di Notre Dame il Premio Driehaus è reputato l'alternativa al premio solo modernista Premio Pritzker.
Il Premio Driehaus è dato in combinazione con il Reed Award premio per i progetti al di fuori della pratica dell'architettura che ha sostengono le città tradizionali, l'architettura e l'arte attraverso la scrittura, la pianificazione o la promozione.
Altri premi di alto profilo nell'architettura classica sono il Palladio Award, l'Edmund N. Bacone Prize e il Premio Rieger Graham dell'Institute of Classical Architecture and Art.

### Premiati
Gli architetti Premiati con il Premio Driehaus per la nuova architettura classica, dal 2003 sono:
| Anno | Architetto                               | Nazionalità | Foto                                                 | Costruzioni (anni costruito)             | Costruzioni (anni costruito) | Sito Web | Ref.   |
| ---- | ---------------------------------------- | ----------- | ---------------------------------------------------- | ---------------------------------------- | --- | -------- | ------ |
| 2003 | Léon Krier                               | Lussemburgo | The inaugural laureate Léon Krier in Frankfurt, 2007 | Village Hall, Windsor                    | Village Hall, Windsor, Contea di Indian River, Stati Uniti d'America (1997)                                                     | [ 2 ]    | [ 3 ]  |
| 2004 | Demetri Porphyrios                       | Grecia      |                                                      | Whitman College                          | Whitman College, Università di Princeton, Princeton, Stati Uniti d'America (2002)                                               | [ 4 ]    | [ 5 ]  |
| 2005 | Quinlan Terry                            | Inghilterra |                                                      | Richmond Riverside                       | Richmond Riverside (sul lungo-fiume), Londra, Regno Unito (1984–87)                                                             | [ 6 ]    | [ 7 ]  |
| 2006 | Allan Greenberg                          | Stati Uniti |                                                      | Dupont Hall                              | Dupont Hall, Università del Delaware, Newark, Stati Uniti d'America (1998–2002)                                                 | [ 8 ]    | [ 9 ]  |
| 2007 | Jaquelin T. Robertson                    | Stati Uniti |                                                      | Celebration Town Square                  | Celebration (piano generale), Osceola, USA (2000)                                                                               | [ 10 ]   | [ 11 ] |
| 2008 | Andrés Duany and Elizabeth Plater-Zyberk | Stati Uniti | Andrés Duany in Biloxi, 2005                         | Seaside (Florida)                        | Seaside (piano generale), Walton, Stati Uniti d'America (1980)                                                                  | [ 12 ]   | [ 13 ] |
| 2009 | Abdel-Wahed El-Wakil                     | Egitto      |                                                      | Moschea Qiblas                           | Moschea al-Qiblatain (ampliamento), Medina, Arabia Saudita (1980)                                                               | [ 14 ]   | [ 15 ] |
| 2010 | Rafael Manzano Martos                    | Spagna      |                                                      | Prado Museum                             | Museo del Prado (ampliamento), Madrid, Spagna (1990)                                                                            | [ 16 ]   | [ 17 ] |
| 2011 | Robert A. M. Stern                       | Stati Uniti |                                                      | Fell Hall at Brooklyn Law School         | Fell Hall, Brooklyn Law School, New York, Stati Uniti d'America (1994)                                                          | [ 18 ]   | [ 19 ] |
| 2012 | Michael Graves                           | Stati Uniti | Michael Graves                                       | McNair Hall, Jesse Jones Business School | McNair Hall, Jesse Jones Business School, Houston, Stati Uniti d'America (1999)                                                 | [ 20 ]   | [ 21 ] |
| 2013 | Thomas H. Beeby                          | Stati Uniti |                                                      | Meadows Museum in Dallas                 | Meadows Museum, Dallas, Stati Uniti d'America                                                                                   | [ 22 ]   | [ 23 ] |
| 2014 | Pier Carlo Bontempi                      | Italia      | Pier Carlo Bontempi in 2014                          | Place de Toscane, Serris                 | Place de Toscane, Serris, Francia                                                                                               | [ 24 ]   | [ 25 ] |
| 2015 | David M. Schwarz                         | Stati Uniti |                                                      | The Palladium, Carmel, USA               | The Palladium, Carmel, Stati Uniti d'America                                                                                    | [ 26 ]   | [ 27 ] |
| 2016 | Scott Merrill                            | Stati Uniti |                                                      | Seaside Chapel in Seaside Florida        | Seaside Chapel, progettata nel 2001                                                                                             | [ 28 ]   | [ 29 ] |
| 2017 | Robert Adam                              | Regno Unito |                                                      | Millenium Gate ad Atlanta.               | Il Millenium Gate Museum, ad Atlanta, inaugurata nel 2008                                                                       | [ 30 ]   | [ 31 ] |
| 2018 | Marc Breitman & Nada Breitman-Jakov      | Francia     |                                                      |                                          | Una moschea olandese (la Westermoskee; 2015), ad Amsterdam                                                                      | [ 32 ]   | [ 33 ] |
| 2019 | Maurice Culot                            | Belgio      |                                                      |                                          | Pianificazione urbanistica e architettonica dell'area di Hardelot, di Neufchâtel (in Francia), realizzata e completata nel 2002 | [ 34 ]   | [ 35 ] |
| 2020 | Ong-ard Satrabhandhu                     | Thailandia  |                                                      |                                          | I complessi residenziali di Chiang Mai, del 2004                                                                                | [ 36 ]   | [ 37 ] |
| 2021 | Sebastian Treese                         | Germania    |                                                      |                                          | La via Eisenzahnstraße, al civico 1 di Berlino (nel 2016)                                                                       | [ 38 ]   | [ 39 ] |
| 2022 | Rob Krier                                | Lussemburgo |                                                      |                                          | La Cittadella Giudiziaria dell'omonima capitale lussemburghese (2008)                                                           | [ 40 ]   | [ 41 ] |
| 2023 | Ben Pentreath                            | Regno Unito |                                                      |                                          | Progetto per la pianificazione urbanistica del quartiere South East di Faversham (2023)                                         | [ 42 ]   | [ 43 ] |